# Philocleon ottei
Philocleon ottei är en insektsart som beskrevs av Fontana och Buzzetti 2007. Philocleon ottei ingår i släktet Philocleon och familjen gräshoppor. Inga underarter finns listade i Catalogue of Life.